# Karl Müller (Botaniker)
Karl Müller (* 14. Juni 1881 in Meßkirch; † 13. März 1955 in Freiburg (Breisgau)) war ein deutscher Botaniker, Önologe und Bryologe. Sein offizielles botanisches Autorenkürzel lautet „Müll.Frib.“, es kürzt hier nicht den eigentlichen Namen ab, sondern steht für „Müller aus Freiburg“ (Müller Friburgensis).

## Leben
Der Sohn eines Forstdirektors studierte nach Besuch des Gymnasiums in Freiburg im Breisgau an den Universitäten Freiburg und München Botanik und Chemie und wurde 1905 in Freiburg promoviert.
Nach dem Wehrdienst wurde er 1907 Assistent am Kaiser-Wilhelm-Institut (Institut für Pflanzenkrankheiten) in Bromberg und ab 1909 wissenschaftlicher Mitarbeiter an der Badischen Landwirtschaftlichen Versuchsanstalt Augustenberg bei Grötzingen (heute Stadtteil von Karlsruhe).
Nach Zwischenstationen als Leiter der Hauptstelle für Pflanzenschutz in Baden, der Rebzuchtanstalt am Jesuitenschloss in Freiburg sowie als Oberleiter der staatlichen Reblausbekämpfung übernahm er 1921 die Leitung des neu gegründeten Weinbau-Instituts Freiburg. Aufgrund eines Gehörleidens zog sich Müller 1937 von der Leitung des Instituts zurück. 1951 wurde Müller zum Professor ernannt.

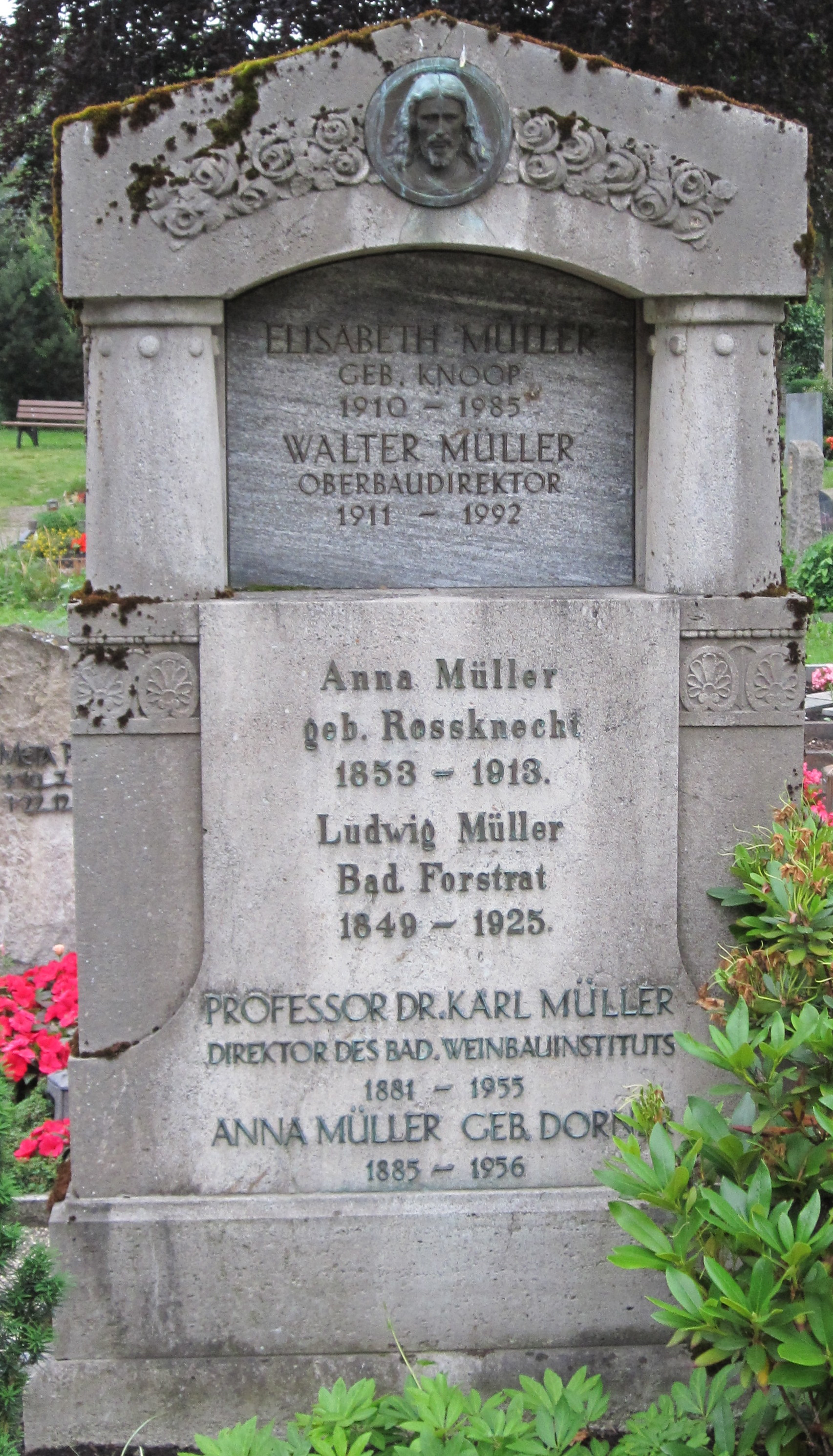
Grab Karl Müller, Hauptfriedhof Freiburg

## Wirken
Wissenschaftliche Schwerpunkte seiner Forschungstätigkeit in Freiburg waren der Rebschutz inklusive Reblausbekämpfung, Weinbau und Kellerwirtschaft. Aufgrund seiner Forschungsergebnisse zur Biologie des Falschen Mehltau schuf er den sogenannten Inkubationskalender, mit dem die Bekämpfungstermine für diese Krankheit ermittelt werden können. Er führte die Schwefelung des Mostes ein, was ihm den Spitznamen „Schwefelkarle“ eintrug.
Müllers wissenschaftliches Wirken erschöpfte sich nicht nur in der Erforschung der Reben und des Weinbaus, er war zu seiner Zeit einer der profiliertesten Kenner der Lebermoos-Flora Europas und bearbeitete in der berühmten Kryptogamenflora von Gottlob Ludwig Rabenhorst diese Moosgruppe.

## Schriften
- Das Wildseemoor bei Kaltenbronn. Verlag G. Braun, Karlsruhe 1924.
- Weinbau-Lexikon (1930)
- Geschichte des Badischen Weinbaus (1938)
- 10 Jahre Badisches Weinbau-Institut (1931)
- Landwirtschaft, Weinbau, Obstbau, Forstwirtschaft am Kaiserstuhl (1933)
- Rebschädlinge und ihre neuzeitliche Bekämpfung (1922; 2. Auflage)
- Waldbild am Feldberg einst und jetzt (1939)
- Der Feldberg im Schwarzwald (Hrsg.). Naturwissenschaftliche, landwirtschaftliche, forstwirtschaftliche, geschichtliche und siedlungsgeschichtliche Studien. (1948)
- Die Lebermoose Europas (1953, 3. Auflage) (mit einem Nachtrag von Johannes Max Proskauer)
- Mitteilungen des Landesvereins für Naturkunde und Naturschutz (Hrsg. von 1939 bis 1950).